# سامي السراج
سامي السراج (1948 - 19 تشرين الثاني 1998) ممثل عراقي راحل. يعد أحد أهم اعمدة الفن المسرحي والدرامي في العراق.

## المشوار المهني
درس في معهد الفنون الجميلة في بغداد وتخرج 1965، وله إسهامات عديدة في المسرح والإذاعة والتلفزيون والسينما.

## الأعمال
- مسلسل حكايات المدن الثلاث 1997
- مسلسل أمنيات النساء 1995
- تمثيلية إعادة نظر 1994
- فيلم الملك غازي 1993
- مسلسل ذات الهمّة 1993
- مسلسل عزيزة 1993
- مسلسل مواسم الحب 1993
- مسلسل ابن حران 1990
- مسلسل ذئاب الليل ج1 1990
- مسرحية فاوست والاميرة الصلعاء 1990
- مسرحية الأشواك 1989
- مسلسل الأماني الضالة 1989
- مسرحية الف امنية وامنية 1989
- فيلم سحابة صيف 1989
- فيلم مكان في الغد 1989
- مسرحية الدكتور 1988
- مسلسل الغريبان 1988
- فيلم شيء من القوة 1988
- مسلسل عنفوان الأشياء 1987
- مسلسل نادية 1987
- مسرحية هوراس 1987
- برنامج أحلى الكلام 1986
- مسرحية التوأمان 1986
- مسرحية العودة 1986
- مسلسل صانع السيوف 1986
- مسلسل ناس من طرفنا 1986
- مسلسل القضوة 1985
- مسلسل جرحك ياذيب 1985
- فيلم الحدود الملتهبة 1984
- مسلسل الصقر 1984
- مسلسل حكايات جدتي 1984
- مسرحية طال حزني وسروري في مقامات الحريري 1984
- مسلسل الفرج بعد الشدة 1983
- مسرحية الملحمة الشعبية 1983
- مسلسل النسر و عيون المدينة 1983
- تمثيلية نسيبة بنت كعب 1983
- مسرحية ابن ماجد 1982
- فيلم المسألة الكبرى 1982
- مسرحية الامس عاد جديدا 1981
- مسرحية حكايات العطش والأرض والناس 1981
- فيلم الأيام الطويلة 1980
- مسرحية النصيحة 1979
- مسرحية جيفارا عاد افتحوا الأبواب 1974
- مسرحية هاملت عربيا 1973
- مسرحية شلون ولويش وألمن 1972
- مسرحية الشريعة 1971
- عبود يغني (سهرة تليفزيونية) 1971
- مسرحية في انتظار كودو 1970
- فيلم الجابي 1968
- مسرحية تموز يقرع الناقوس 1968
- مسرحية مدرسة القشبة 1967
- مسرحية شهرزاد 1964
- مسرحية كاليجولا 1963

## وفاته
توفي سامي السراج في الأردن بتاريخ 19 تشرين الثاني/نوفمبر 1998.

## وصلات خارجية
- سامي السراج على موقع السينما
- سامي السراج على موقع IMDB